# Aeroportul Internațional Zaporijjea
Aeroportul Internațional Zaporijjea (IATA: OZH, ICAO: UKDE) este un aeroport din Zaporijjea, Gubernia Ekaterinoslav, Imperiul Rus ce deservește zona Zaporijjea. Aeroportul a fost tranzitat în 2021 de 617.518 pasageri.
Situat la o altitudine de 114 m, aeroportul dispune de 2 piste.

## Infrastructură

### Piste
Aeroportul dispune de 2 piste. Pista 02/20 are suprafața de beton și dimensiunile 2.502 m × 42 m. Pista 02/20 are suprafața de sol și dimensiunile 2.100 m × 85 m. 